# Хох, Питер де
Питер де Хох, или Питер де Хоох, также: Питер де Хоог, Питер Хендрикс де Хох (нидерл. Pieter de Hooch, Pieter de Hoogh, Pieter Hendricksz de Hooch; 20 декабря 1629, Роттердам — 24 марта 1684, Амстердам) — голландский живописец, один из наиболее известных малых голландцев. Работал в Делфте и Амстердаме. Подобно своему современнику Яну Вермееру Делфтскому, специализировался на картинах бытового жанра, «писал интерьеры и дворики голландских домов с золотистым солнечным светом, тонким ощущением глубины изобразительного пространства, гармонии, мира и покоя».

## Биография
О жизни этого мастера известно очень мало. Питер де Хох был крещён в реформатской церкви в Роттердаме 20 ноября 1629 года. Его отец был простым каменщиком, мать, акушерка, была родом из Делфта. Питер, возможно, учился живописи с 1645 по 1647 год у пейзажиста Николаса Берхема в Харлеме вместе с Якобом Охтервелтом, по крайней мере, так сообщает Арнольд Хоубракен в «Великом театре нидерландских художников и художниц» (De Groote Schouburgh der Nederlantsche Konstschilders en Schilderessen; 1718—1721).
В 1650 году де Хох нанялся помощником к богатому торговцу льняными тканями Юстусу де ла Гранжу (Justus de la Grange, Justinius de la Oranje), поскольку картины не приносили ему достаточно средств для жизни. Вместе с де ла Гранжем Питер ездил в Лейден, Гаагу и Делфт, где окончательно поселился в 1652 году. В описи имущества де ла Гранжа упоминается одиннадцать картин де Хоха.
3 мая 1654 года Питер де Хох женился на Яннетье ван дер Бюрх (Jannetje van der Burch), дочери гончарного мастера из Делфта и сестре художника Хендрика ван дер Бюрха, которого он знал некоторое время. У супругов было семеро детей, двое из которых родились в Делфте. 20 сентября 1655 года Питер де Хох был зарегистрирован в Гильдии Святого Луки в Делфте, где, возможно, встретил Яна Вермеера. Вермеер и де Хох повлияли на живопись друг друга.
Около 1660 года Питер де Хох переехал в Амстердам. Со временем у него появились состоятельные заказчики, дела шли неплохо и в мае 1668 года художник с семьёй переехал на престижную улицу Конийненстраат в Йордаане. В 1667 году умерла его жена, это серьёзно повлияло на душевное состояние и творчество художника. Война с Францией 1672 года резко ухудшила экономическое состояние страны, картины продавались плохо. В 1674 году де Хох перестал платить налоги, что, как можно предположить, свидетельствует о его тяжёлом материальном положении. Он писал много картин, по-видимому, пытаясь выйти из состояния нищеты, однако качество его поздних произведений уступает картинам 1660-х годов. Поздние работы амстердамского периода темнее делфтских по колориту и менее тщательно выписаны. «В позднем творчестве де Хоха нарастает стремление к внешней эффектности образов».
Долгое время считалось, что де Хох умер в 1684 году в психиатрической лечебнице. Однако в 2008 году выяснилось, что на самом деле речь шла о его сыне, которого тоже звали Питер. Точная дата смерти художника неизвестна.

Де Хох и Вермеер
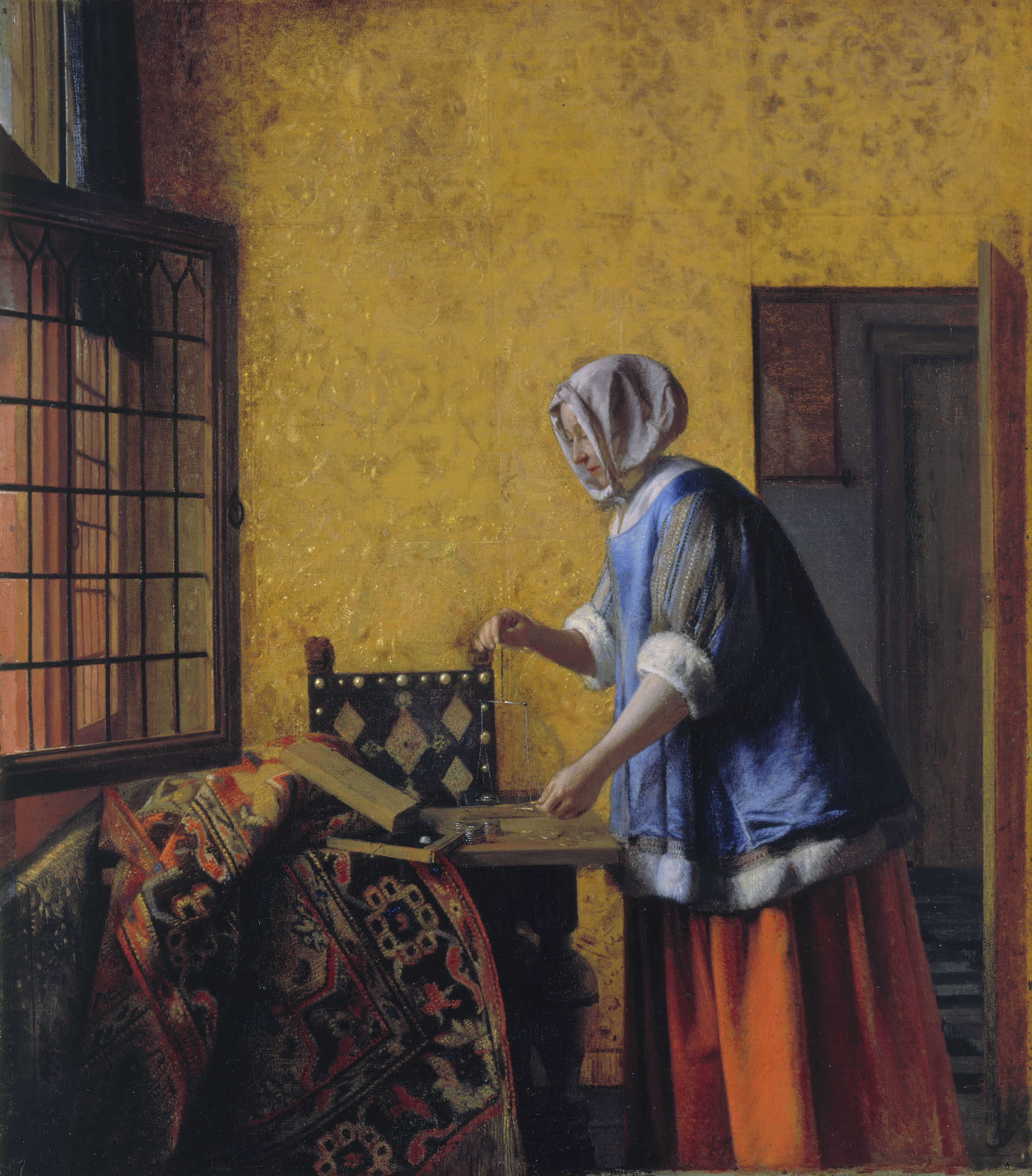
Питер де Хох. Женщина, взвешивающая золото. Ок. 1664. Холст, масло. Картинная галерея, Берлин
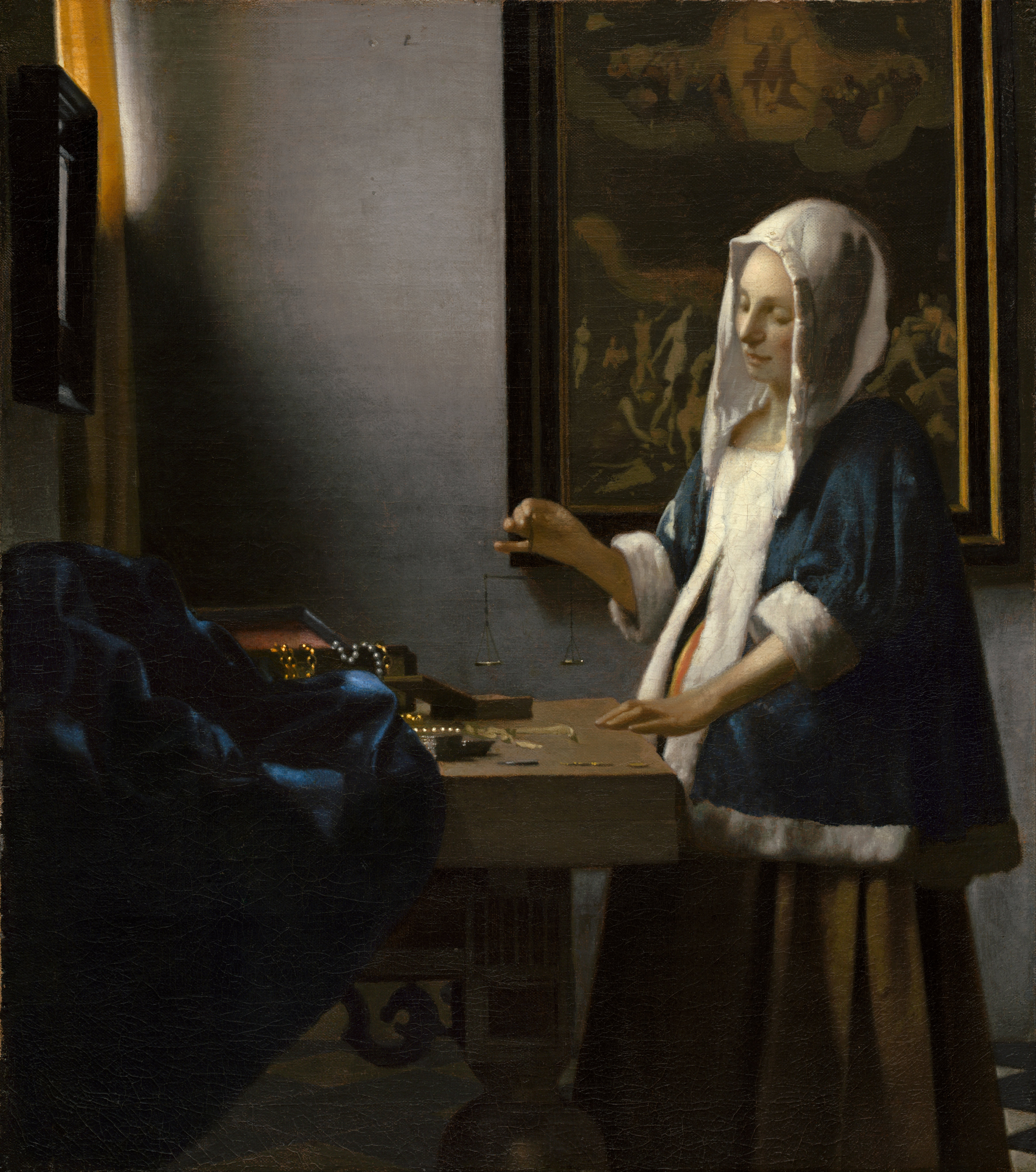
Ян Вермеер. Женщина, держащая весы. 1664. Холст, масло. Национальная галерея искусства, Вашингтон
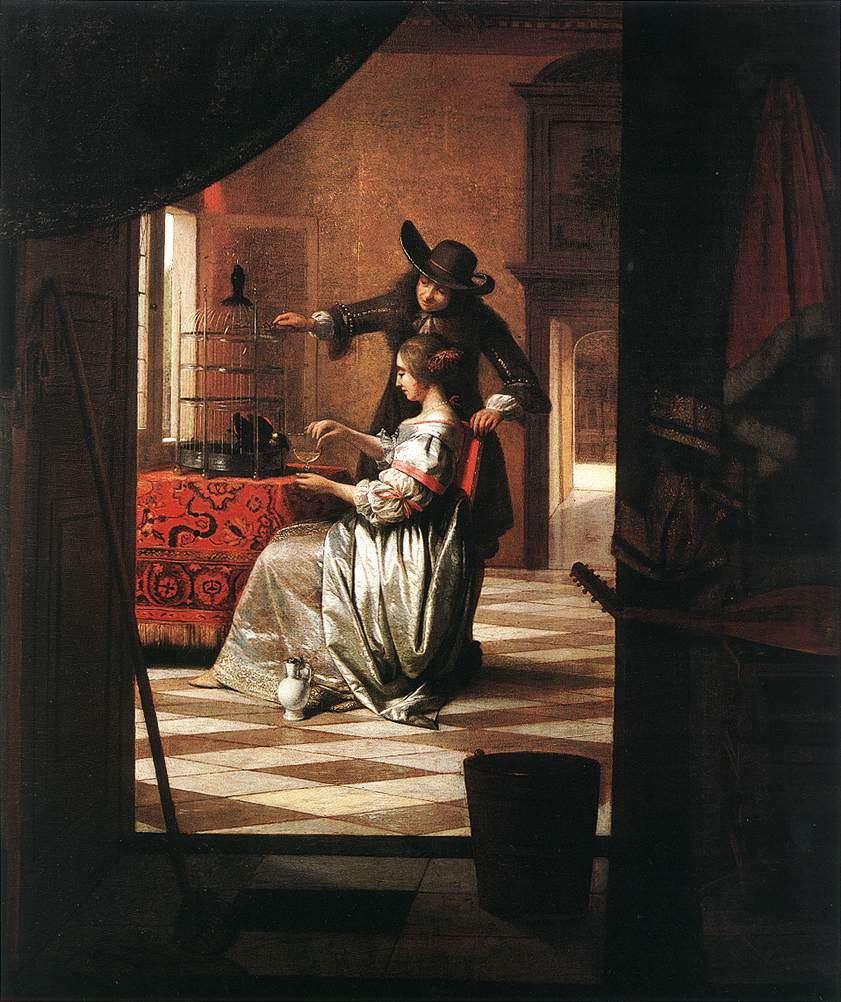
Питер де Хох. Парочка с попугаем. 1668. Музей Вальрафа-Рихарца, Кёльн
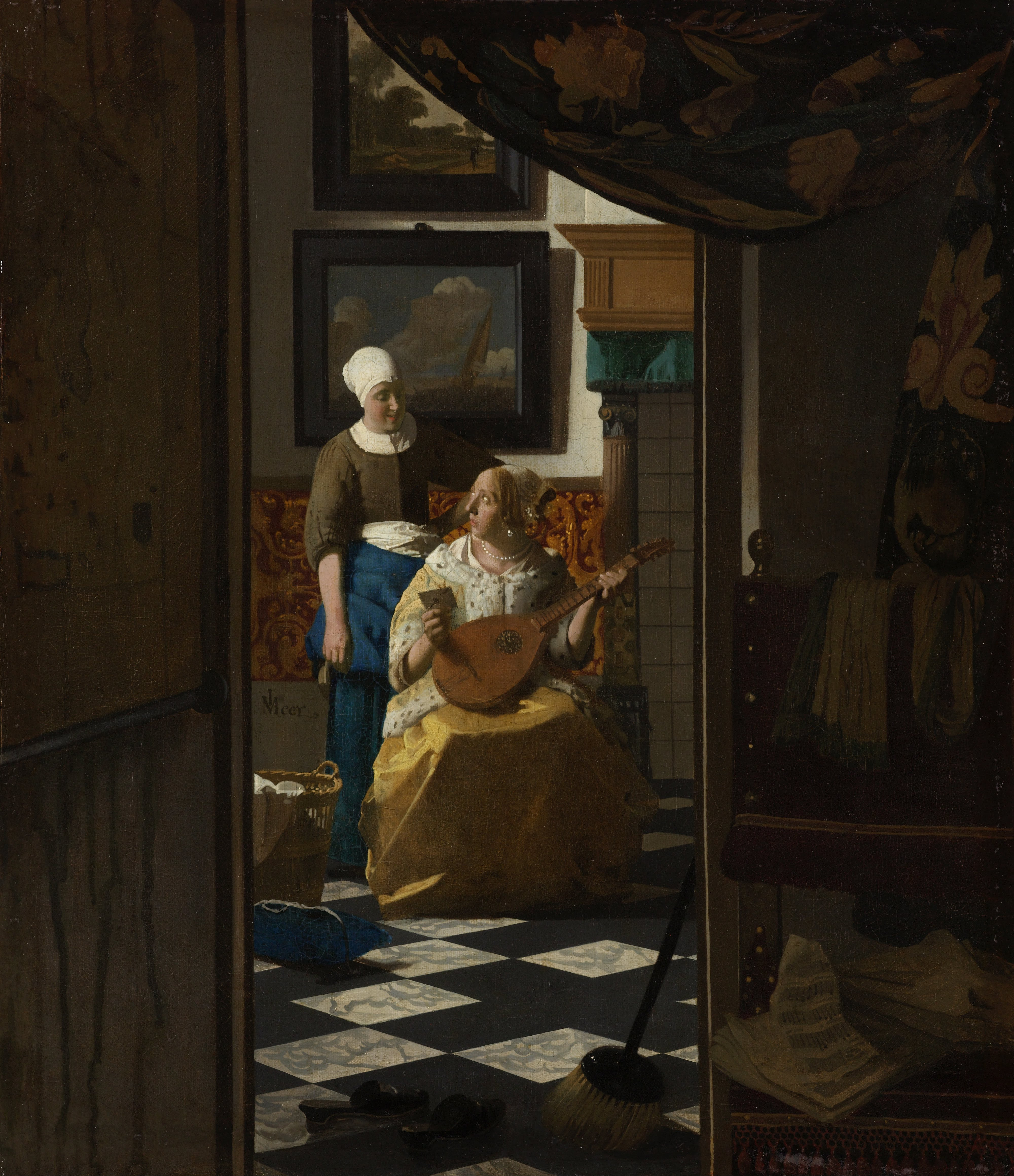
Ян Вермеер. Любовное письмо. Ок. 1669. Холст, масло. Рейксмюсеум, Амстердам

## Творчество
В молодости Питер де Хох, подобно другим художникам середины века, работал над грубоватыми сценками бытового жанра с изображением солдат в тавернах и на конюшнях. В то время он находился под влиянием творчества Карела Фабрициуса и Николаса Маса.
Около 1658 года стиль живописи де Хоха изменился, и начался наиболее значительный период его творчества. Около 1658 года Питер де Хох изменил свой стиль. Он стал писать светлее, его образы стали более пространственными, а за счет использования линейной и воздушной перспективы. Более того, он начал датировать свои произведения. С этого момента Питер де Хох писал свои лучшие произведения: изображения узких двориков, улочек, светлых комнат, женщин, занятых домашним хозяйством. Но этот период длился относительно недолго, примерно до 1662 года. Характерная деталь его картин, как и у Вермеера, — шахматные клетки пола. Причём глубина изображаемых, сравнительно небольших, интерьеров почти всегда усиливается видом на улицу, во двор или в другую комнату дома с эффектами света и теней.
Изображая женщин за работой, Питер де Хох идеализировал домашнюю жизнь голландцев: нехитрые добродетели, аккуратность ведения домашнего хозяйства и добросовестное воспитание детей. Е. И. Ротенберг писал: «Среди голландских жанристов Хоох с наибольшим основанием может быть назван подлинным поэтом интерьера. В отличие от многих его собратьев по жанру сила Хооха — не в мастерски выписанных деталях, а в ощущении целостности, неразрывного единства человека и его окружения… Его наполненные золотистым солнечным светом интерьеры и крошечные дворики, в которых открытые окна и двери образуют глубинные просветы в другие помещения, представляют собой подобие своеобразного замкнутого мира, где время словно замедлило свой бег и всё проникнуто чувством размеренного покоя».
По тонкости письма и точности композиционного расчёта произведения де Хоха имеют много общего с работами Вермеера, поэтому картины Питера де Хоха и Яна Вермеера часто упоминают в одном ряду. Неясно, кто более влиял на другого, возможно, они оба повлияли друг на друга.
В санкт-петербургском Эрмитаже имеется три картины Питера де Хоха.

## Галерея

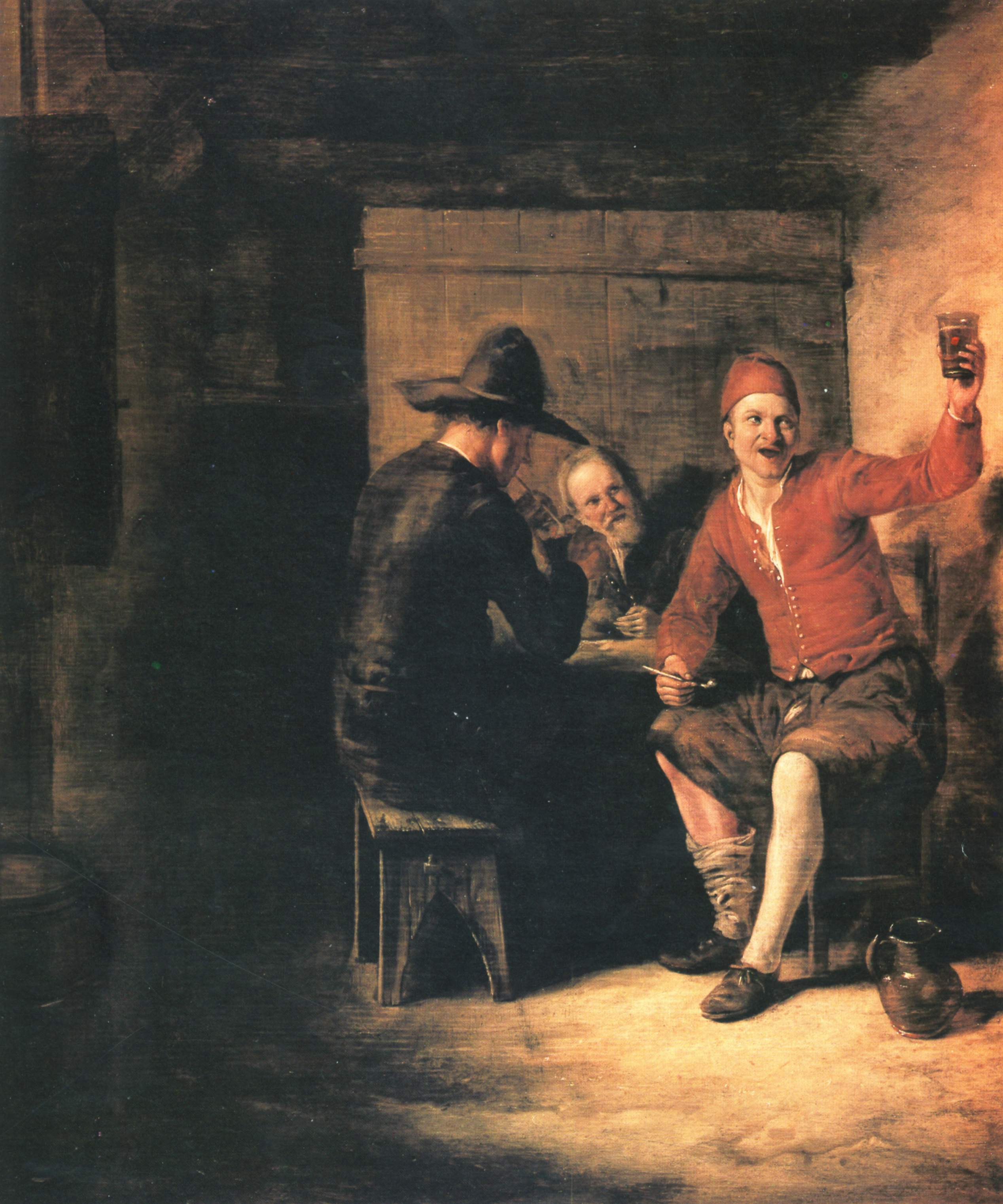
Трое в таверне. Ок. 1650. Дерево, масло. Картинная галерея, Берлин
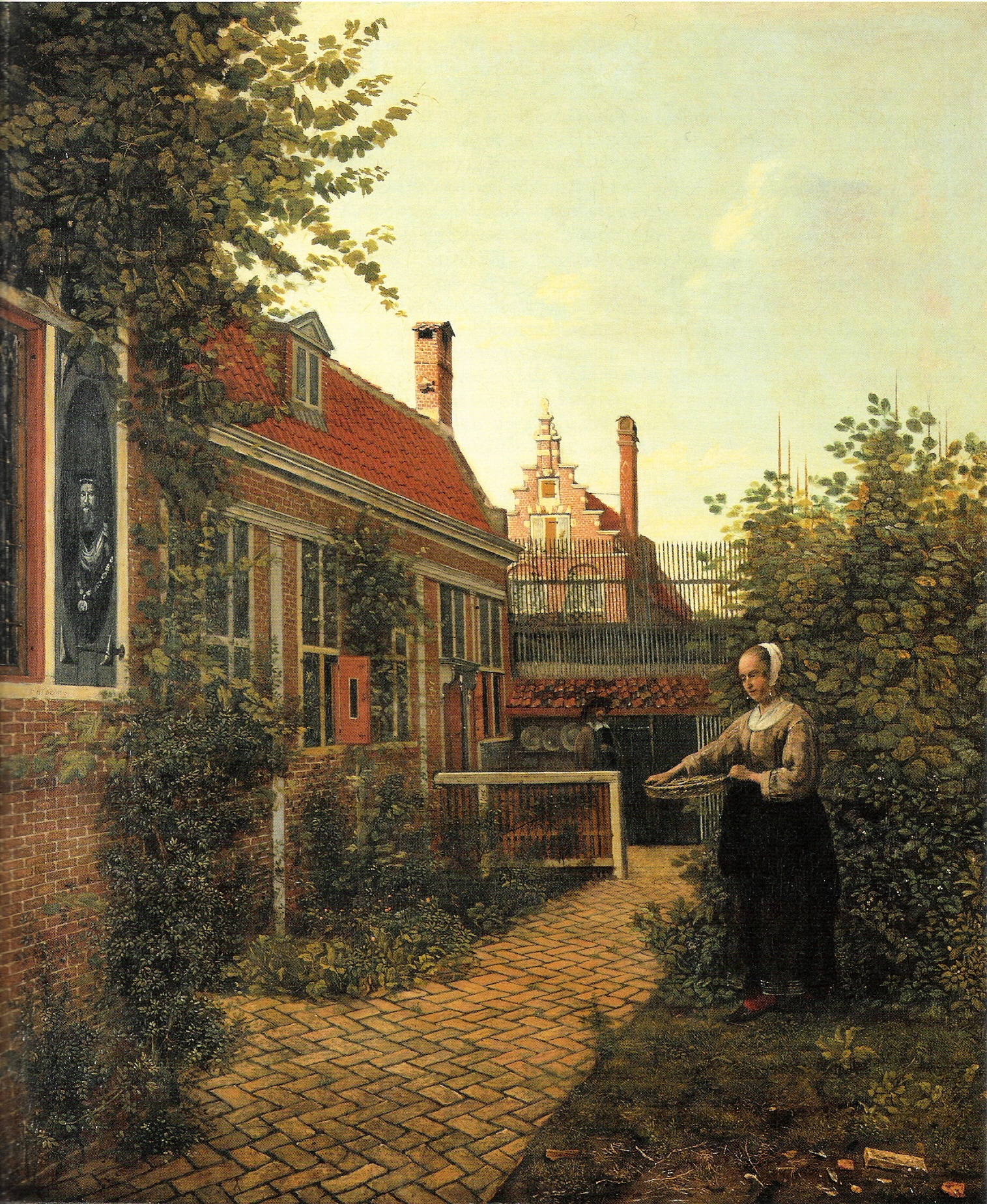
Женщина с корзиной фасоли в огороде. 1651. Холст, масло. Художественный музей, Базель
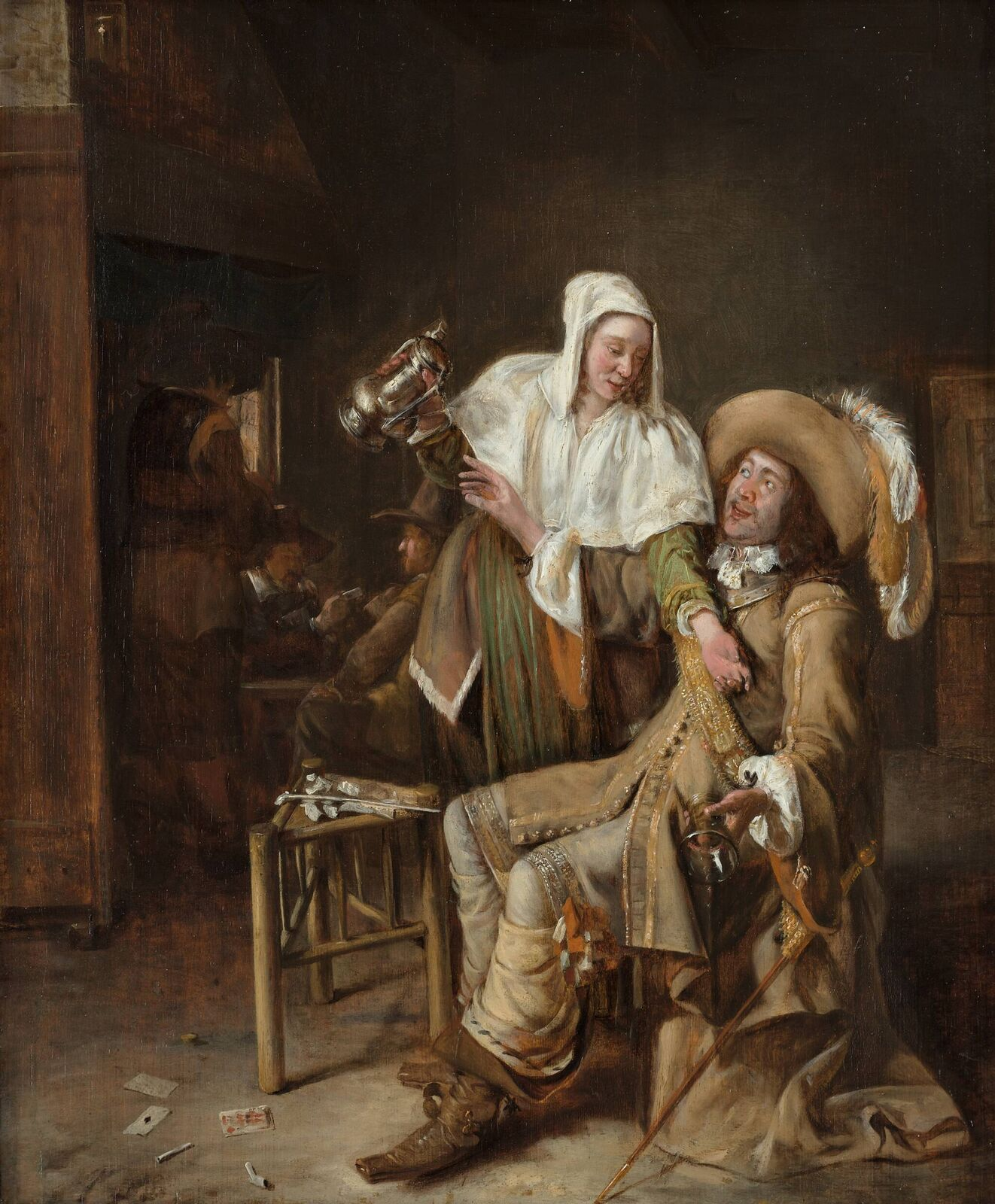
Сцена в таверне, где служанка пытается наполнить стакан кавалера. 1652. Дерево, масло. Музей Бойманса-ван Бёнингена, Роттердам
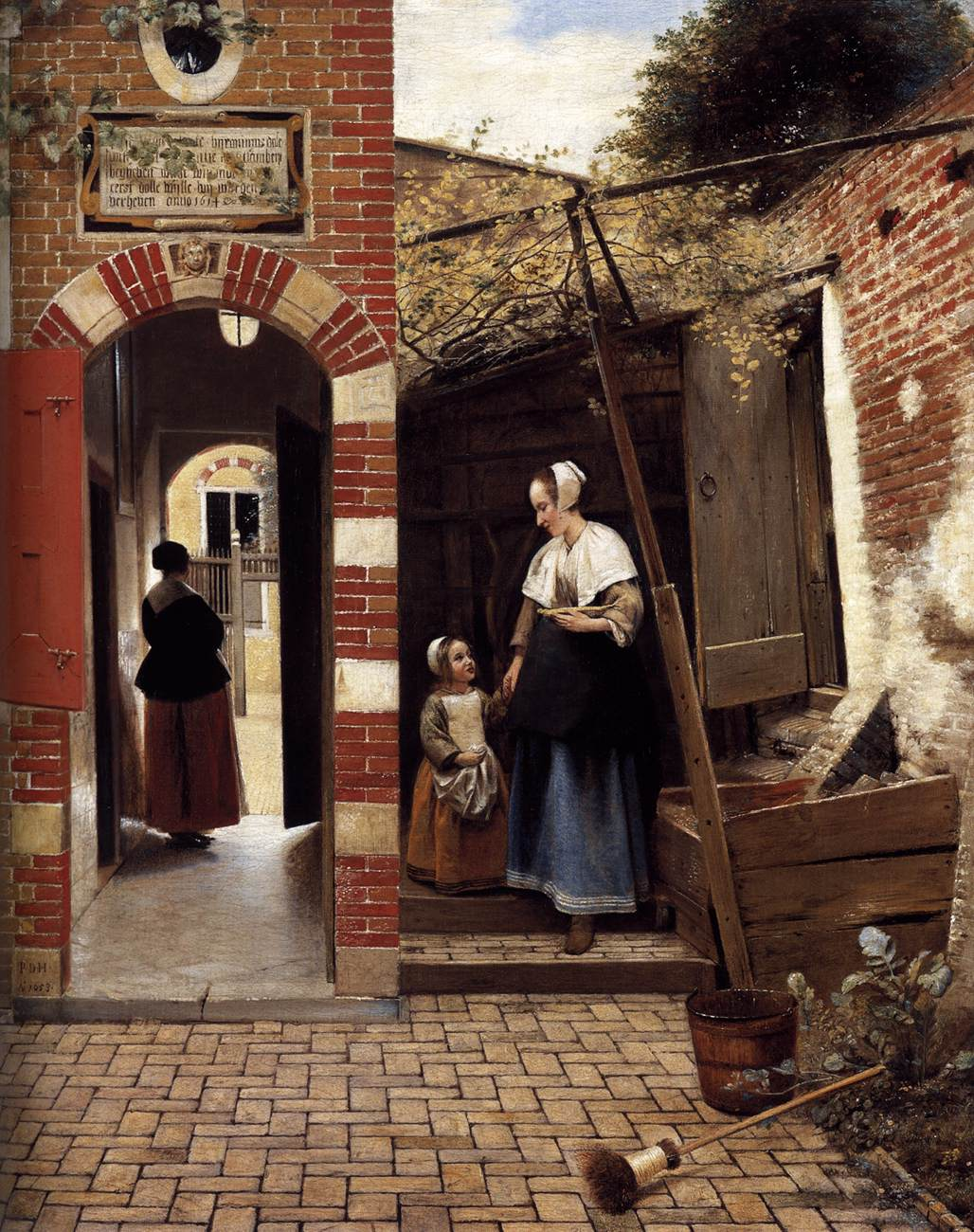
Дворик в Делфте. 1658. Холст, масло. Национальная галерея, Лондон
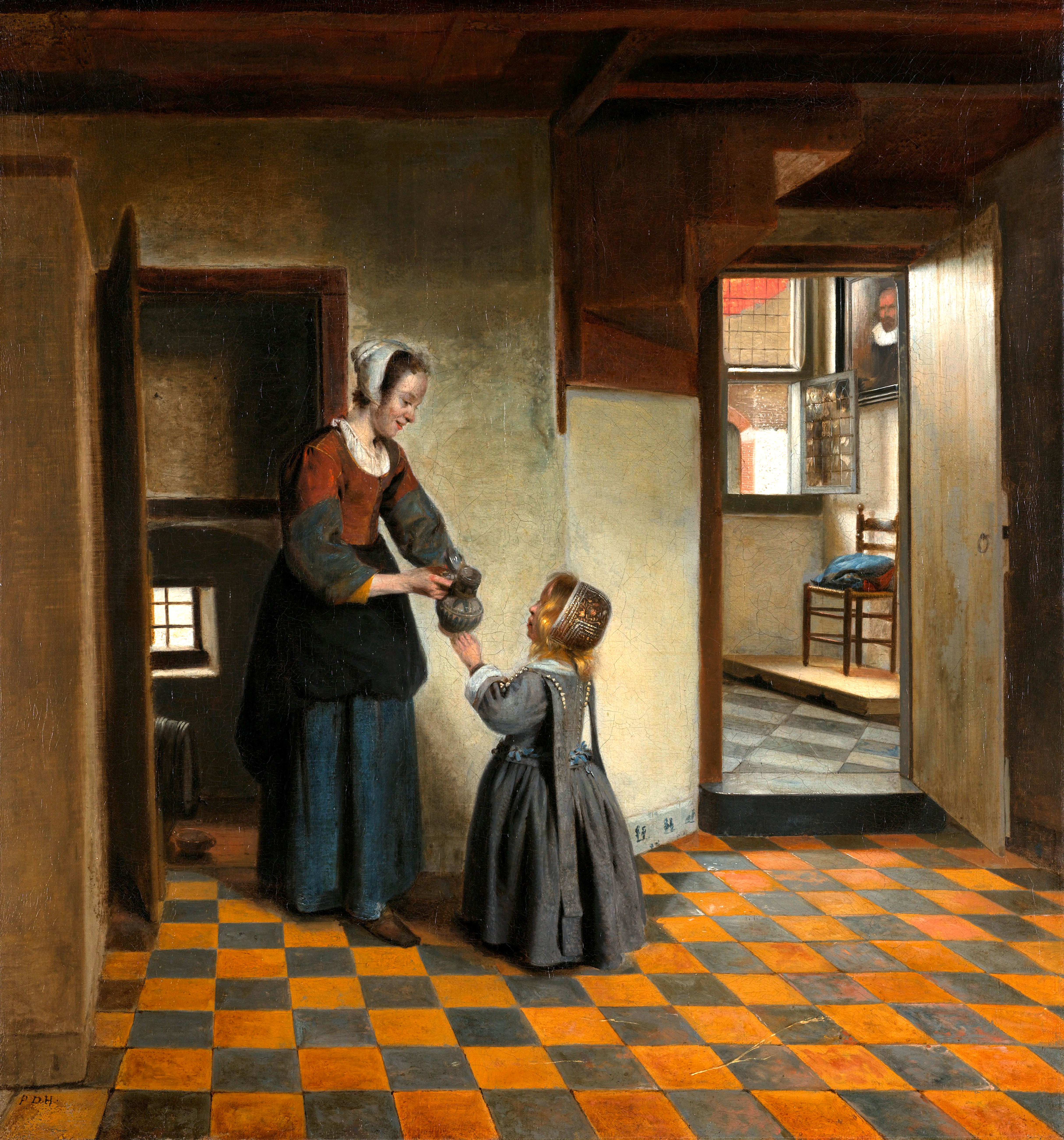
Женщина с ребёнком у кладовки. Ок. 1658. Холст, масло. Рейксмюсеум, Амстердам
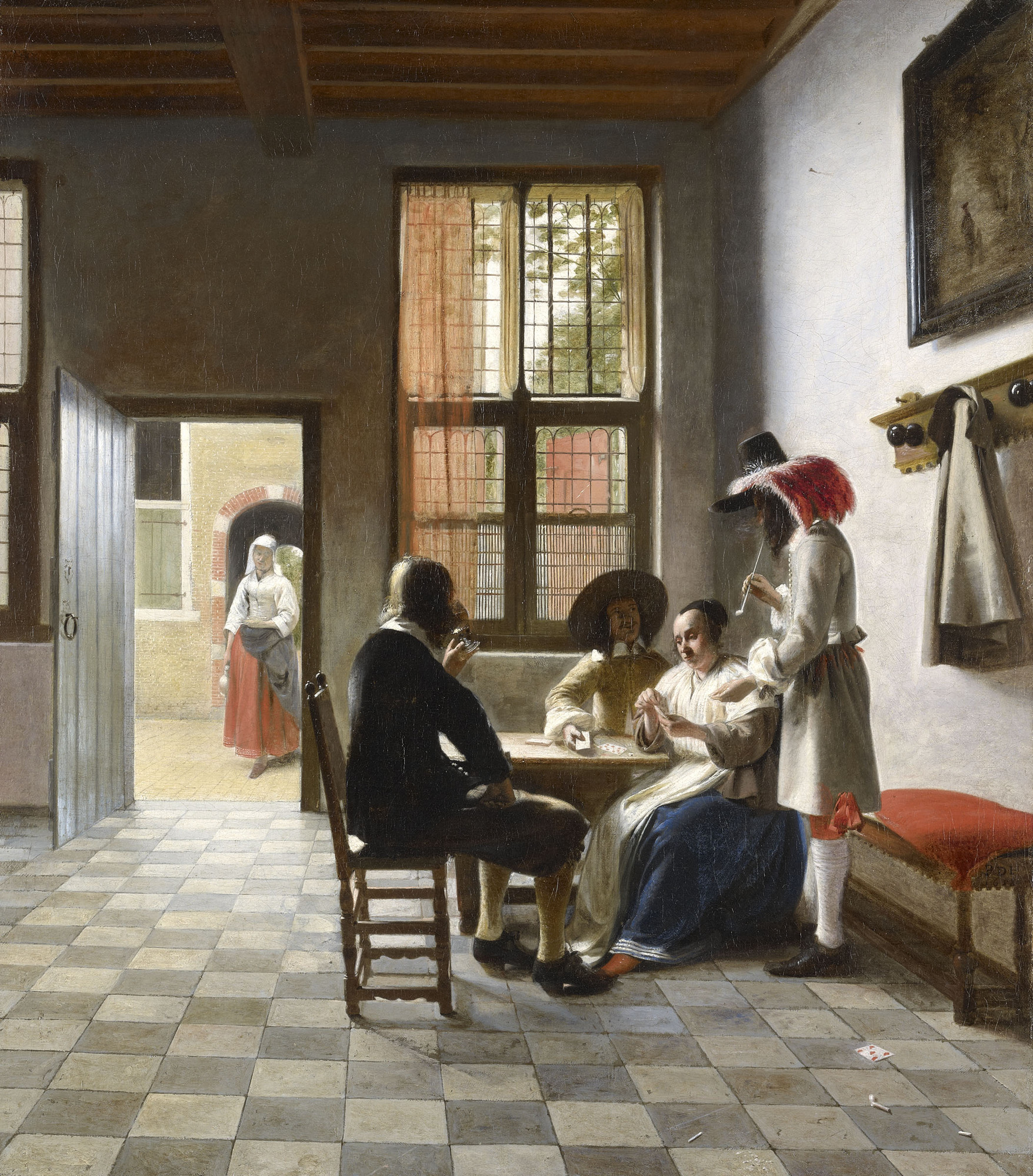
Игроки в карты в залитой солнцем комнате. 1658. Холст, масло. Виндзорский замок, Великобритания
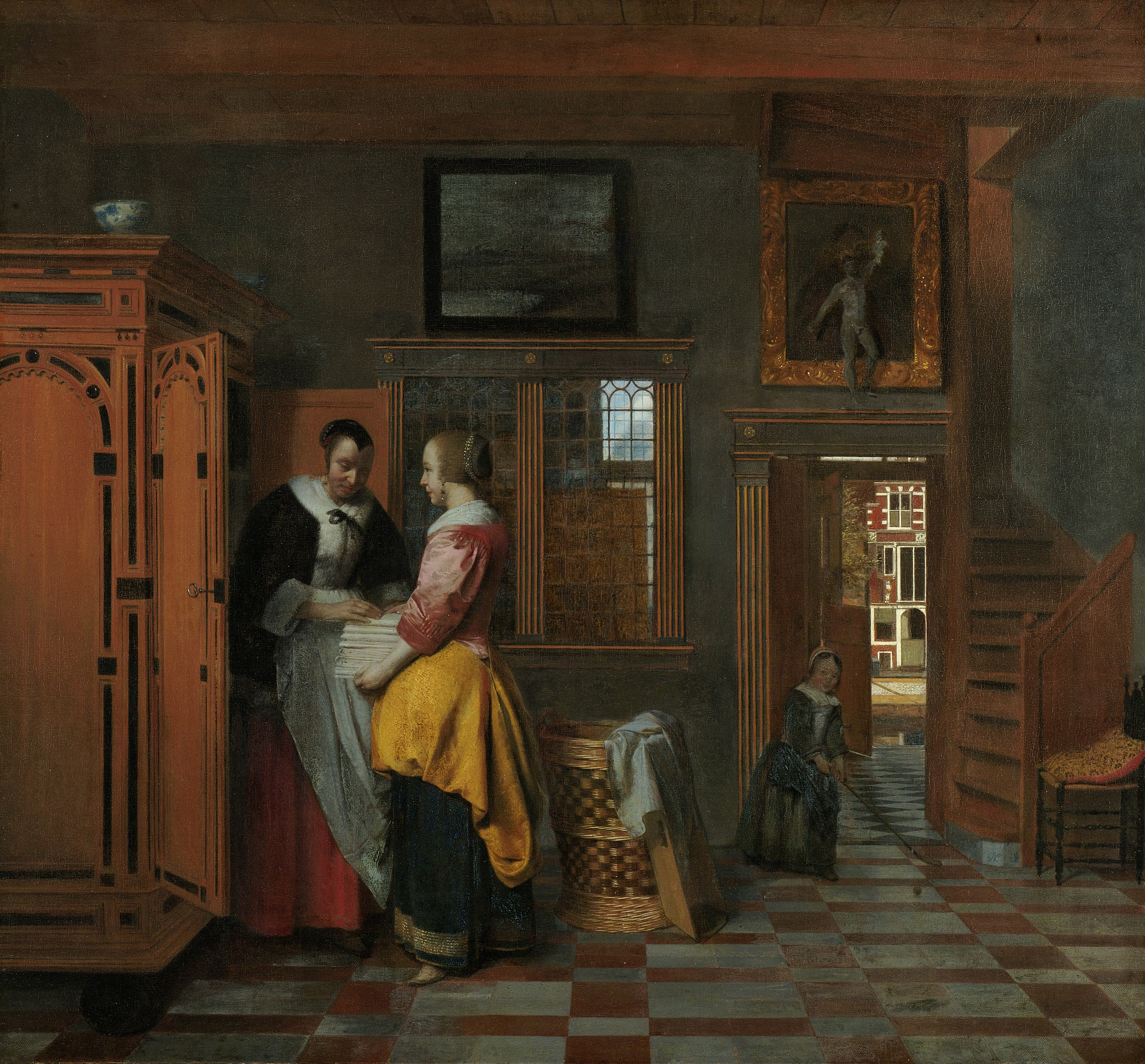
Интерьер с женщинами у льняного шкафа. 1663. Холст, масло. Рейксмюсеум, Амстердам
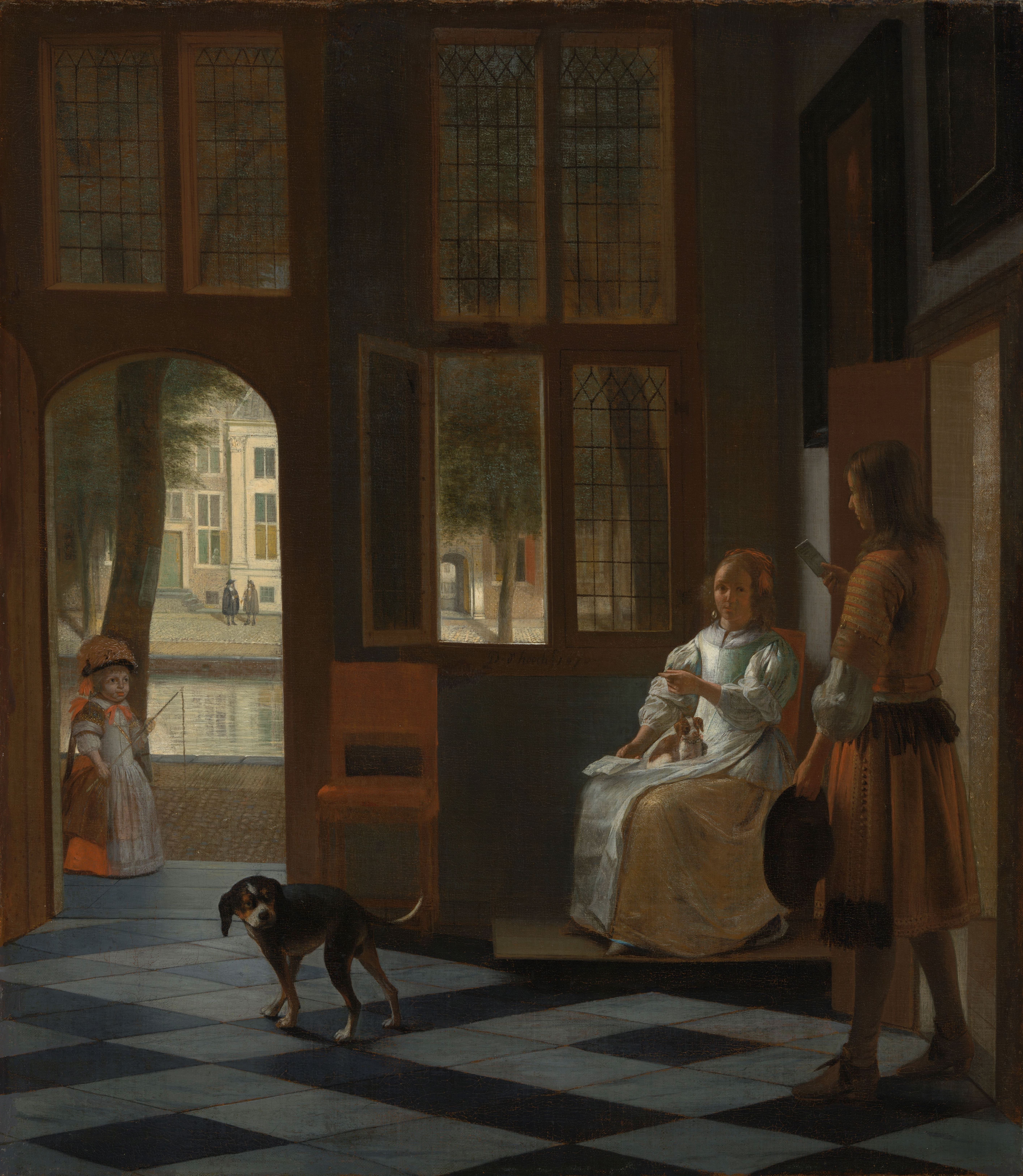
Мужчина вручает письмо женщине в прихожей дома. 1670. Холст, масло. Рейксмюсеум, Амстердам
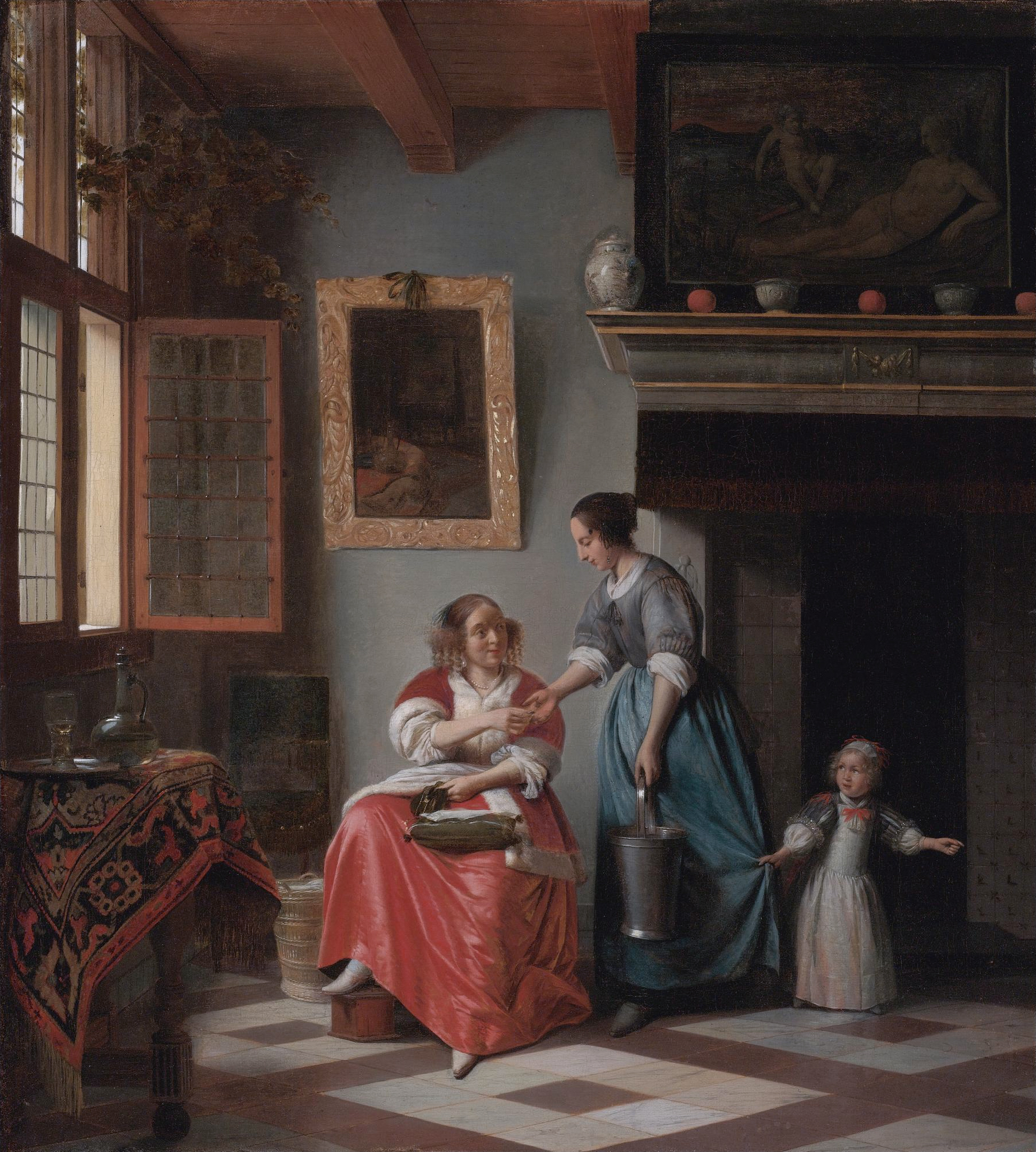
Интерьер с молодой женщиной, дающей монету горничной. 1670. Холст, масло. Частное собрание
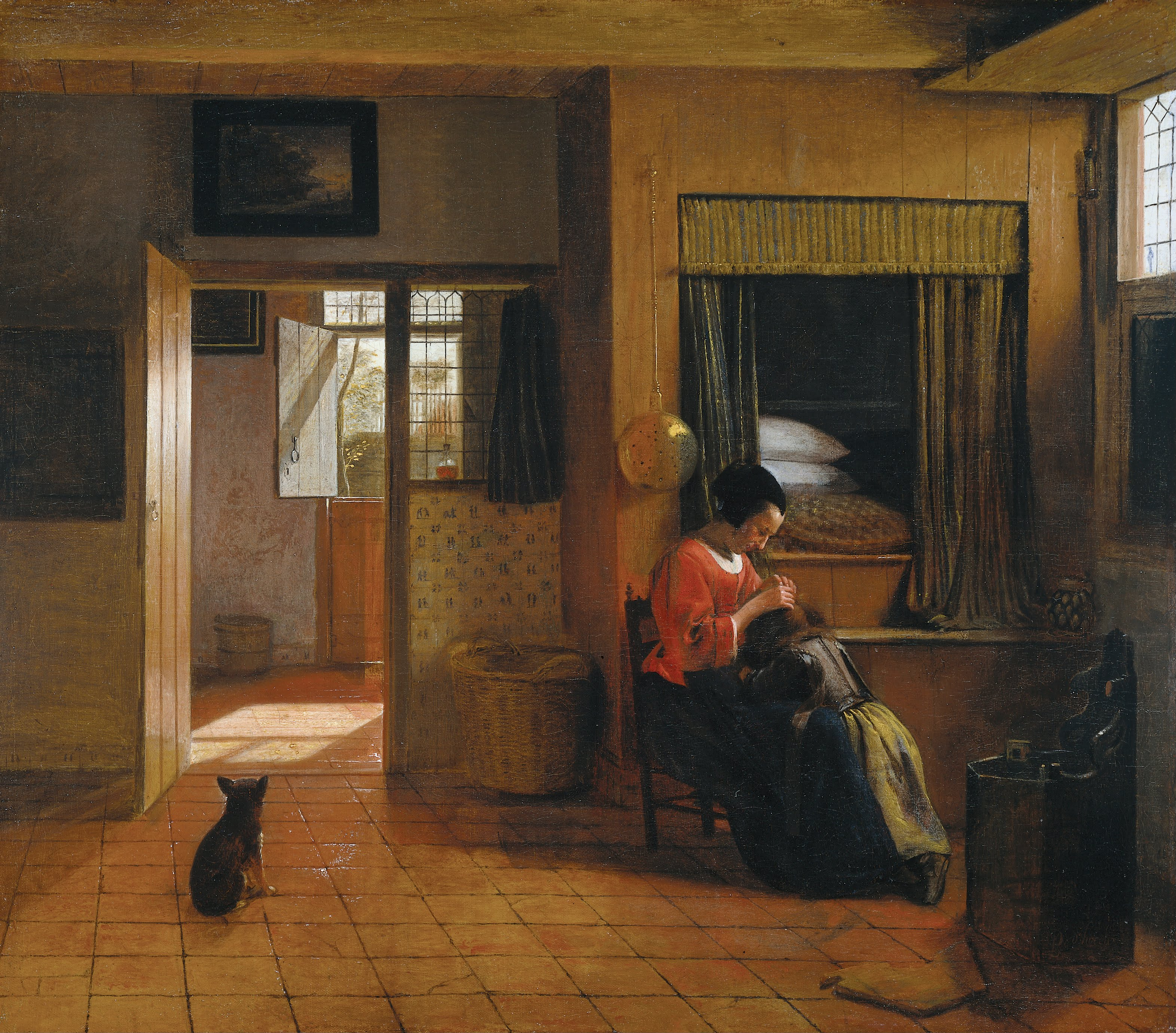
Мать, обрабатывающая волосы своего ребенка. Ок. 1658. Холст, масло. Рейксмюсеум, Амстердам
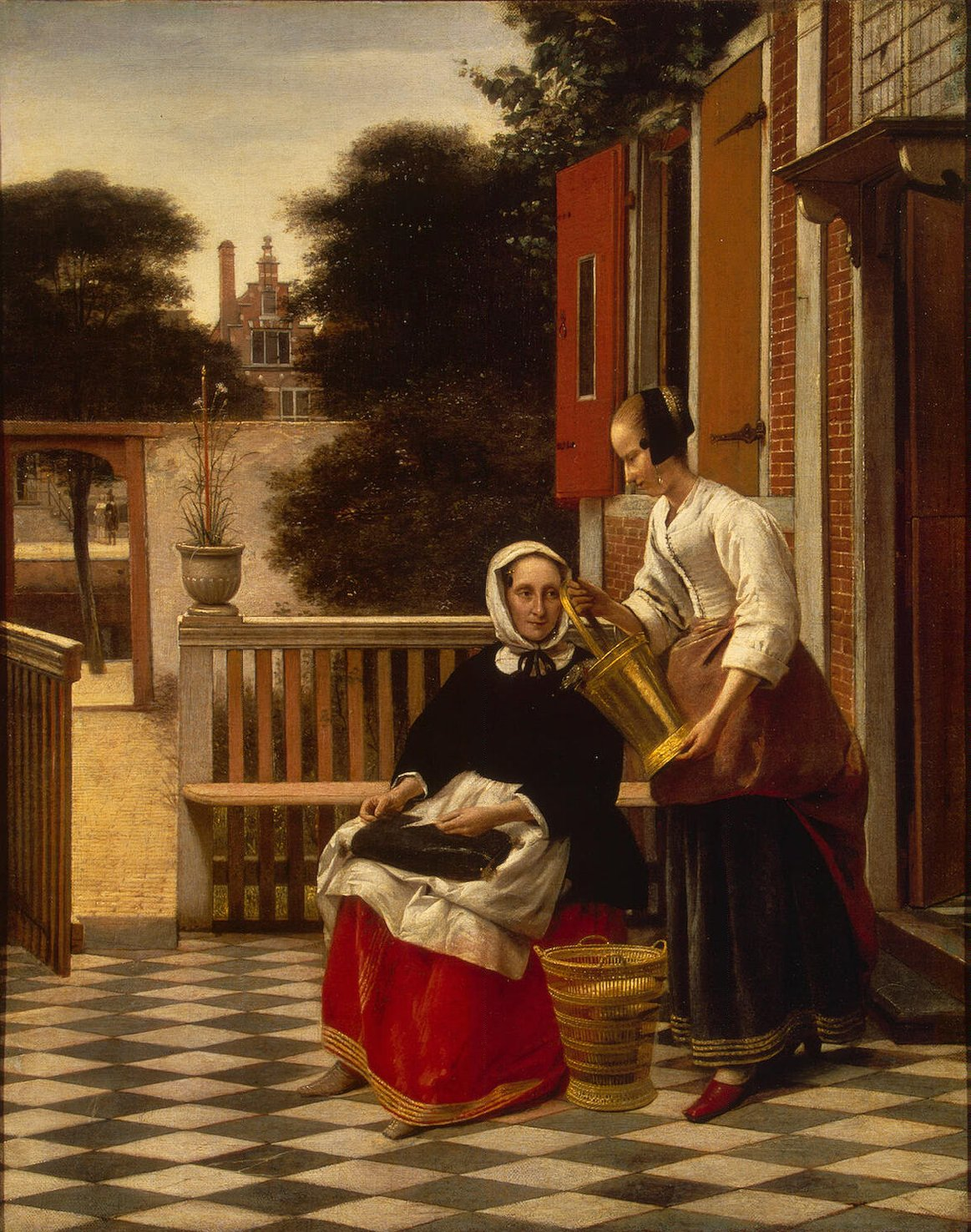
Хозяйка и служанка с ведром. Ок. 1660 Холст, масло. Государственный Эрмитаж, Санкт-Петербург
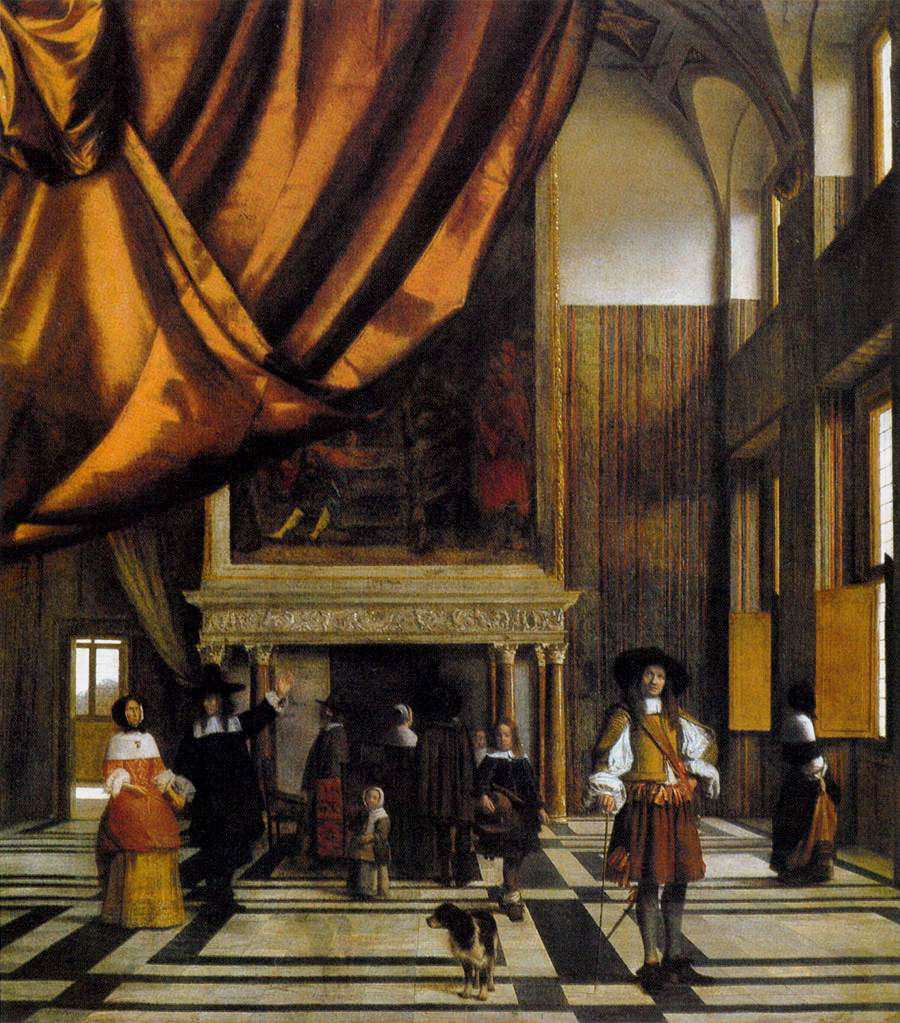
Палата послов Ратуши Амстердама. Между 1661 и 1670. Холст, масло. Музей Тиссена-Борнемисы, Мадрид
Голландский дворик. Между 1658 и 1660. Холст, масло. Национальная галерея искусства, Вашингтон